# Burguete
Burguete, baskisch Auritz, ist ein Ort am Jakobsweg im baskischsprachigen Teil der Autonomen Gemeinschaft Navarra.
Burguete entstand als der zu Roncesvalles gehörige Marktflecken und wurde auch unter dem Namen uilla Roscidauallis / villa Roscidavallis erwähnt.
Der Ort ist ein Straßendorf, geprägt von traditionellen baskischen Bauernhäusern. Über den Urrobi führt ein romanischer Brückensteg mit einem Bogen. Die Kirche San Nicolás de Bari hat von ihrer Vorgängerkirche die Widmung und den Namen sowie das barocke Portal übernommen. Der Schutzpatron des Dorfes ist San Nicolas, das Dorffest wird jedoch zu Ehren des Apostels Johannes gefeiert.
Ernest Hemingway erwähnt Burguete in seinem Roman Fiesta.